# هنري فرانكلين فلويد
هنري فرانكلين فلويد (بالإنجليزية: Henry Franklin Floyd)‏ هو محامي وقاضي أمريكي، ولد في 5 نوفمبر 1947 في بريفارد في الولايات المتحدة.